# För tapperhet i fält
För tapperhet i fält och För tapperhet till sjöss är svenska tapperhetsmedaljer som utdelas för visad tapperhet och mod i krig eller krigssituationer och ingår i gruppen svenska krigsdekorationer. Medaljerna instiftades av Gustav III år 1789 under det pågående kriget mot Ryssland. Medaljen delades ut av Kungl. Maj:t. Trots att Sverige inte varit i krig sedan 1814 har medaljerna delats ut vid ett flertal tillfällen fram till 1915 och dess statuter är fortfarande gällande.
Ursprungligen var medaljen avsedd för underofficerare och manskap och var av silver (Silvermedalj för tapperhet i fält - SMtf och Silvermedalj för tappehet till sjöss - SMts). År 1806 infördes en guldmedalj för officerare (Guldmedalj för tapperhet i fält - GMtf och Guldmedalj för tapperhet till sjöss - GMts).

## Historia
Svärdsorden hade instiftats 1748 som belöning för svenska officerare som utmärkt sig för tapperhet. Under kriget mot Ryssland 1788-1790 uppstod ett behov att även belöna underofficerare och manskap. Kungen gav i uppdrag åt Vitterhetsakademin att komma med förslag på medaljernas utformning. Kanslirådet Jacob von Engeström och rikshistoriografen Jonas Hallenberg presenterade sitt förslag den 12 maj 1789. De fastställdes av kungen den 28 samma månad genom kungligt brev. Kungliga myntets gravör Carl Gustaf Fehrman graverade det första utseendet på medaljen som på åtsidan visade konungens bröstbild.
Under kriget utdelades totalt 1900 medaljer "i fält" och 800 "till sjöss". Sjömedaljen tilldelades endast sjömännen inom arméns flotta. För sjömännen inom örlogsflottan fanns Distinktionstecknet för tapperhet till sjöss. Två kvinnor, Anna Maria Engsten och Brita Hagberg, fanns bland mottagarna. Båda fick silvermedaljen "till sjöss" efter slaget vid Svensksund.
Gustav IV Adolf utfärdade 24 mars 1807 de statuter som, med vissa ändringar, fortfarande är i kraft.

### 1818-1915
Efter att fälttåget mot Norge avslutats den 14 augusti 1814 med konventionen i Moss har Sverige inte varit i krig. Sedan dess har tapperhetsmedaljerna, både i fält och till sjöss, utdelats vid minst 45 tillfällen till svenskar i utländsk tjänst, bland annat till åtta svenskar som stred i amerikanska inbördeskriget. De sista att tilldelas För tapperhet i fält var fem svenskar som tjänstgjorde i persiska gendarmeriet , däribland Boris Möller (1879-1963) som tilldelades medaljen 1914 och Konrad Hill som tilldelades medalj 1915.

### Efter 1915
År 1952 föreslog 1951 års krigsdekorationskommitté att medaljerna skulle ersättas av en guldmedalj För tapperhet i krig, och en silvermedalj För mod och vilja inför fienden. Båda medaljerna skulle prydas av konungens bild på åtsidan och krönas med kunglig krona. Guldmedaljen skulle bäras i gul-blått band och silvermedaljen i mellanblått band som skulle prydas av emblemet för armén, flottan, kustartilleriet eller flygvapnet. Förslaget ledde aldrig till något beslut.
År 1962 lyftes frågan om medaljen kunde tilldelas de svenska soldater som utmärkt sig i FN-tjänst i Kongo. Kungl. Maj:t beslutade dock att medaljen endast skulle delas ut då riket var i krig. Soldaterna tilldelades istället Vasamedaljen.

## Grunder
Statuterna utfärdade av Gustav IV Adolf 1807 fastställde ett antal grunder för tilldelande av medalj. För båda medaljerna gällde att de endast kunde utdelas i krig.
För tapperhet i fält:
1. Den som i strid mot rikets fiender erövrar segertecken.
2. Den som med rådighet eller tapperhet utmärker sig och blir sårad.
3. Den som utan att vara sårad ådagalägger sådan rådighet eller mannamod att det medfört den nytta eller påföljd som i annat fall icke stått att erhålla, vilken likväl antingen genom själva gärningen eller av vittnen bör vara högtidligen bekräftad.
4. Den som själv tillfångatar en officer, underofficer eller befäl över en mindre trupp.

För tapperhet till sjöss:
1. Den som i strid mot rikets fiender på svenskt örlogs- eller skärgårdsfartyg utmärker sig och blir sårad.
2. Den som under fiendens eld genom en dristig manöver i vinden rättar skeppet från en brydsam förlägenhet.
3. Den som vid äntring är ibland de första att kasta sig ombord på det fientliga fartyget.
4. Den som då elden kommit lös ombord med mod och tilltagsenhet utmärker sig vid dess släckande.
5. Den som då svår läcka genom grundskott uppkommit, eller annan vådlig händelse i skeppet timmar, genom sitt modiga och oförskräckta efterdöme livar och uppmuntrar sina kamrater till skadans snara avhjälpande.

## Utformning

### Medaljen
Medaljen präglades ursprungligen i silver och var av 7½ storleken (32 millimeter i diameter enligt Berchska skalan). Åtsidan bar Gustav III:s porträtt och kungatitel. Frånsidan bar antingen inskriptionen "FÖR TAPPERHET I FÄLT" inom en lagerkrans, eller "FÖR TAPPERHET TILL SIÖS" inom en skepparkrans (lagerkrans belagd med sex antika båtstävar med ram).
År 1806 ändrade Gustav IV Adolf åtsidan så att den istället för faderns porträtt bar kungens eget monogram omgivet av tre kronor. Efter statskuppen 1809 ersattes monogrammet av Svärdsordens riddarkors eftersom man inte ville visa något som hade med den avsatte kungens monogram att göra. Eftersom det tog tid att ersätta medaljerna uppstod bruket att vända den med frånsidan utåt. 
År 1841 bestämdes att medaljen skulle minskas till 5:e storleken och krönas av en kunglig krona. Några stampar tillverkades aldrig av Myntverket. År 1914 präglades dock ett antal medaljer enligt de nya specifikationerna.

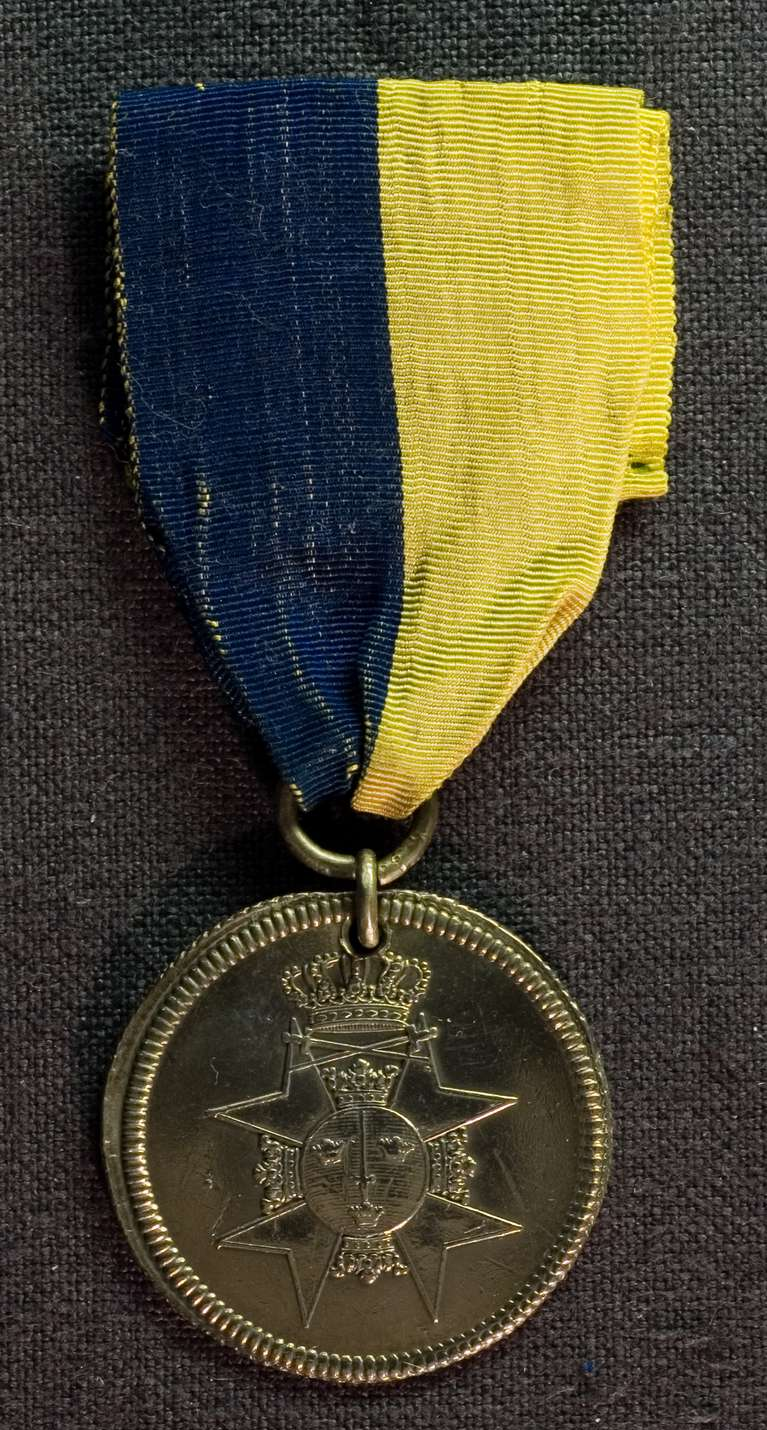
För tapperhet i fält - åtsida.
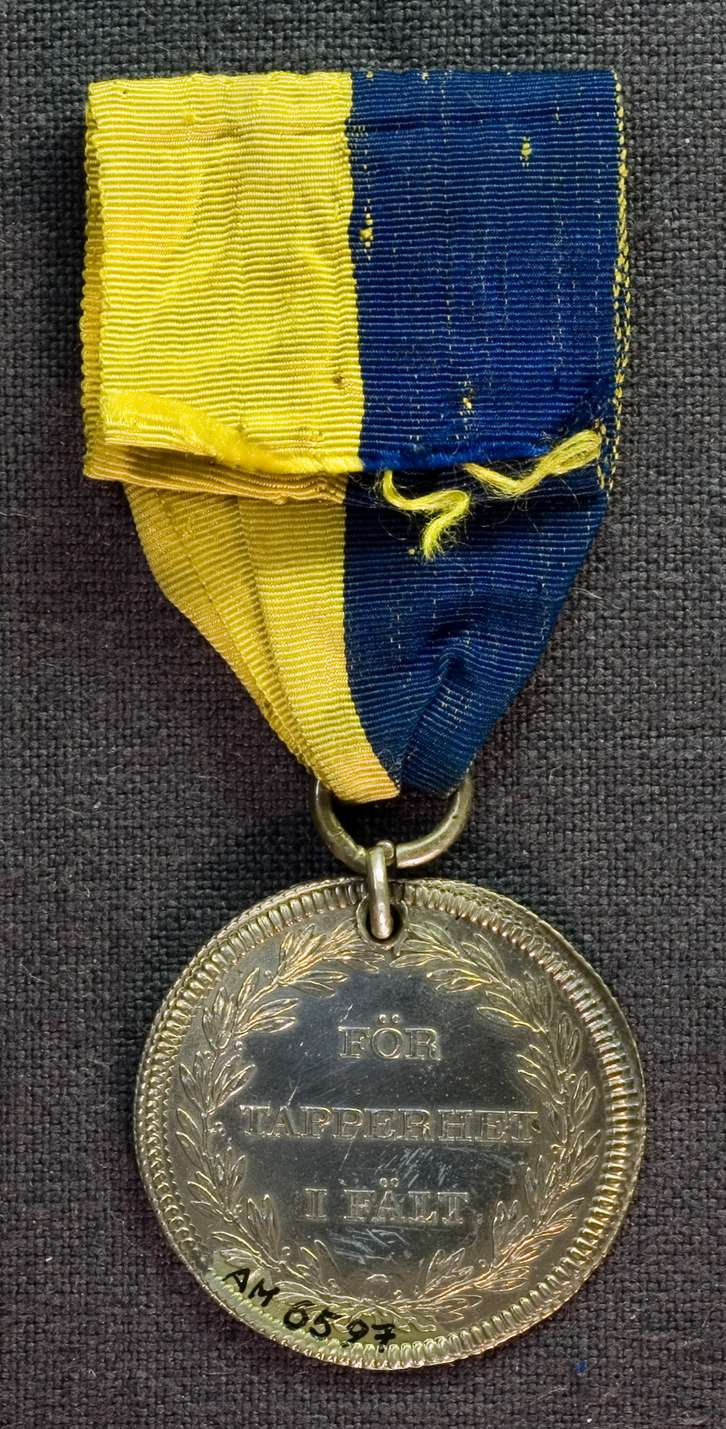
För tapperhet i fält - frånsida.
För tapperhet i fält i silver
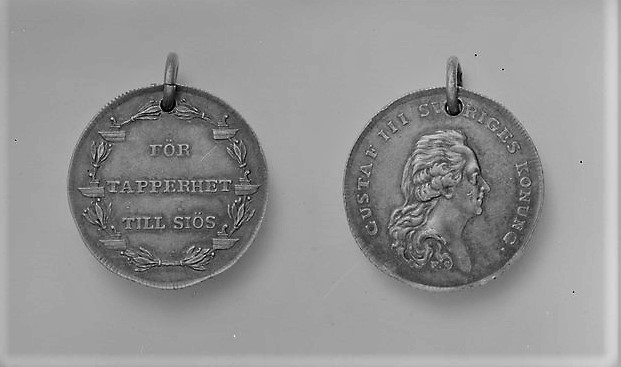
För tapperhet till sjöss - åtsida respektive frånsida med Gustav III:s bröstbild
Till vänster, frånsida För tapperhet till sjöss med Gustav IV Adolfs monogram. Till höger åtsida (efter 1809 frånsida) För tapperhet till fält.

### Bandet

Guldmedaljen i Svärdsordens band.

Medaljen bars ursprungligen i knapphålet i ljusblått band. I och med införandet av guldmedaljen för officerare 1808 utfärdades de första bestämmelserna om bandet, som innebar att guldmedaljen skulle bäras i mellanblått sidenband. Silvermedaljen skulle bäras i blått sidenband av underofficerare och i blått linneband av meniga.
Redan 1809 ändrades guldmedaljens band till häften blått hälften gult. Från 1813 föreskrevs att silvermedaljen skulle bäras i gult band med blå kanter, samma som för Svärdsorden. Från och med 1819 skulle även silvermedaljen bäras i det blå-gula bandet. År 1841 bestämdes att samtliga kungliga medaljer skulle bäras i högblått band med gula kanter. Denna förändring implementerades dock aldrig ifråga om tapperhetsmedaljerna.

## Medaljen i populärkultur
I Jan Guillous roman Coq Rouge (1986) om underrättelseofficeren Carl Hamilton blir Hamilton den förste på 80 år att motta medaljen För tapperhet i fält.